# فرودگاه گاردنر لیک
فرودگاه گاردنر لیک (به انگلیسی: Gardner Lake Airport) یک فرودگاه خصوصی است که یک باند فرود چمن دارد و طول باند آن ۵۷۹ متر است. این فرودگاه در کشور ایالات متحده آمریکا قرار دارد و در ارتفاع ۱۴۸ متری از سطح دریا واقع شده‌است.